# Beck's

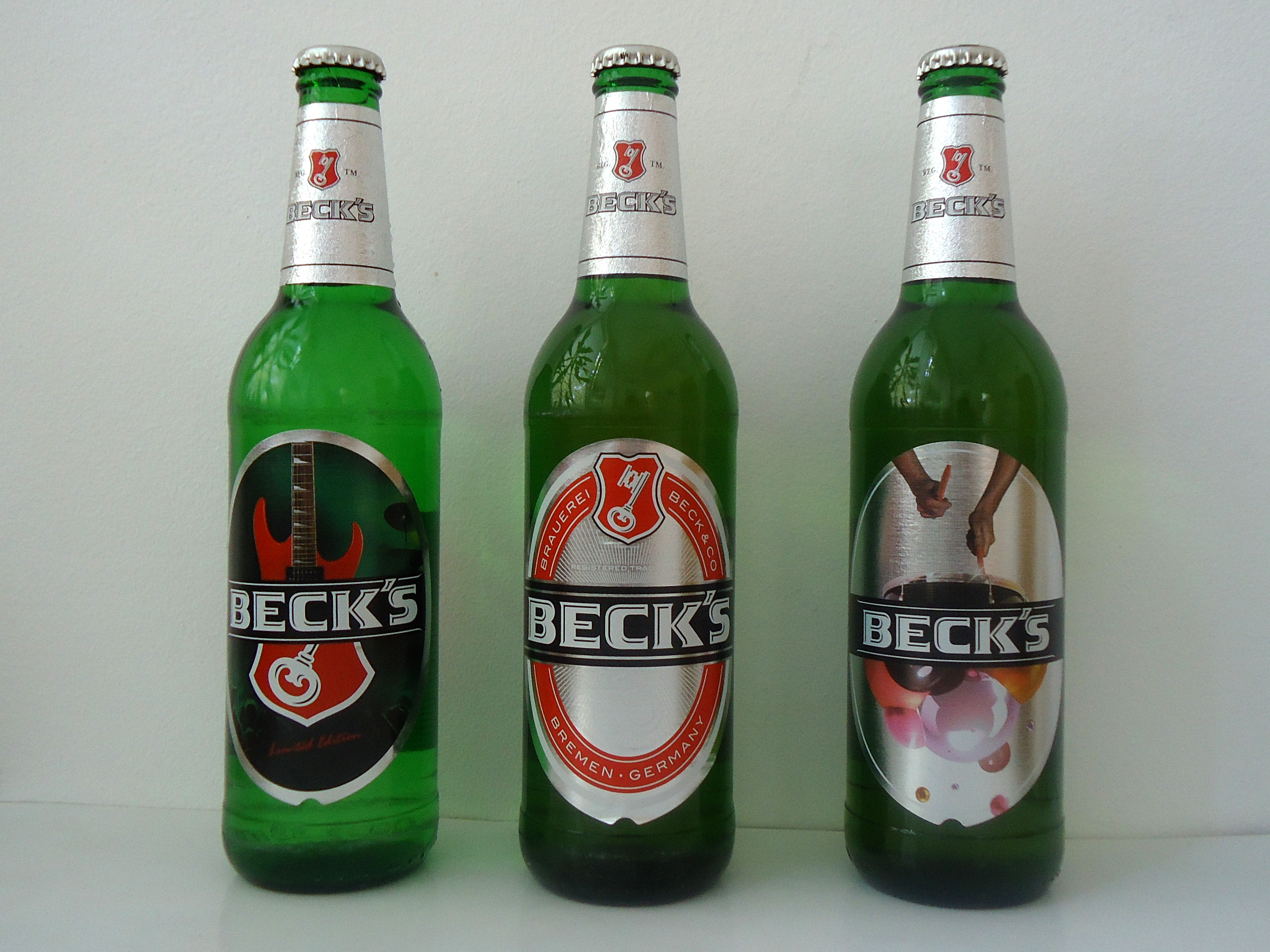
Garrafas da cerveja Beck's.

Beck's é uma cervejaria alemã sediada na cidade de Bremen, foi fundada em 27 de junho de 1873 por Lüder Rutenberg e Thomas Bay e é vendida em mais de 90 países e em 2002 foi vendida por 1.8 bilhões de euros para a Interbrew que por sua vez em 2004 foi fundida com a AmBev para criar a InBev.
A Beck's é a quinta cerveja mais bebida da Alemanha e patrocina o clube de futebol alemão Sportverein Werder Bremen desde 1983.